# اوفربول (تشيشير)
اوفربول (بالإنجليزية: Overpool)‏ هي قرية تقع في المملكة المتحدة في شمال غرب إنجلترا.